# Mordella carinata
Mordella carinata es una especie de coleóptero de la familia Mordellidae.

## Distribución geográfica
Habita en Florida y Texas (Estados Unidos).